# Cazorla (Guárico)
Cazorla es una población del Estado Guárico del municipio San Jerónimo de Guayabal del estado Guárico, Venezuela. Está ubicada a aproximadamente 26,67 km de Guayabal y 120 km de Calabozo, ubicándose a 52 metros sobre el nivel del mar. Esta parroquia al igual que la Parroquia Guayabal tiene potencial agropecuario y diversidad cultural, y cuenta actualmente con 13310 mil habitantes.
Cazorla es la parroquia natal de Yaxury Solórzano Ortega, niña que recibió un milagro del Beato José Gregorio Hernández, en 2017. Solórzano Ortega es habitante, específicamente del Caserío Mangas Coveras, ubicado en esta parroquia.

## Economía
Cazorla es una zona principalmente agrícola y ganadera. En sus alrededores, la producción de alimentos como arroz, maíz, caña de azúcar y productos de la ganadería son actividades fundamentales. Las familias suelen depender de la tierra y de pequeños emprendimientos agrícolas. Además, es común ver a muchas personas migrando hacia otros lugares buscando mejores oportunidades económicas debido a la situación de crisis que afecta a gran parte del país.